# Radio Andorra
Radio Andorra (kat.: Ràdio Andorra, franc.: Radio Andorre) – prywatna rozgłośnia radiowa, nadająca z Księstwa Andory w latach 1939-1981. W czasie II wojny światowej, jako jedyna stacja radiowa w Europie, nadawała niezależne audycje w języku francuskim.
Założycielem Radio Andorra był Jacques Trémoulet, właściciel pierwszej rozgłośni radiowej w Tuluzie. Koncesję na nadawanie otrzymał od parlamentu Księstwa Andory latem 1939 roku. Pierwszy program wyemitowany został 7 sierpnia 1939. Nadajnik i studio mieściły się w Encamp. Programy były zapowiadane w trzech językach: francuskim, katalońskim i kastylijskim. W późniejszych latach pojawił się również język hiszpański.
Po wybuchu wojny Radio Andorra przerwało nadawanie. Emisja została wznowiona 4 kwietnia 1940 roku. Księstwo Andory ogłosiło neutralność, co pozwoliło uniknąć represji i cenzury. W 1942 roku studia radiowe, fonoteka i administracja zostały przeniesione do Andorra la Vella. Na przełomie lat 1948 i 1949 Radio Andora stało się elementem politycznego sporu o wpływy w regionie między Francją i Hiszpanią, który doprowadził do zagłuszania sygnału przez nadajnik w Bordeaux.
Rozgłośnia unikała tematów politycznych, pozycjonowała się jako stacja muzyczna i kulturalna. Współpracowała między innymi z Radio Luxembourg i RTL. W 1973 roku miała 1,5 miliona słuchaczy. Sygnał można było odbierać niemal w całej Europie. 18 września 1979 roku umowę z Radio Andora International podpisała Adwentystyczna Stacja Religijna ARW. Jej audycje emitowane były w 12 językach, w tym po polsku.
12 września 1979 roku parlament Andory przegłosował powołanie publicznej radiofonii i zakazał odnowienia koncesji dla Radio Andorra. Ostatni raz sygnał z nadajnika rozgłośni wyemitowany został 9 kwietnia 1981 roku. Obecnie mieści się tu muzeum.